# فرانز ميرتنز
فرانز ميرتنز (بالألمانية: Franz Mertens) هو عالم رياضيات ألماني. ولد في مدينة شرودة التي تقع الآن في بولندا في 20 مارس 1840، وتوفي في فيينا عاصمة النمسا في 5 مارس 1927 عن عمر ناهز الستة والثمانين عاما.
عُرف أساسا بدالته المعروفة بدالة ميرتنز وبحدسيته المعروفة بحدسية ميرتنز وبمبرهناته الثلاث المعروفة بمبرهنات ميرتنز وغير ذلك.